# Face the Promise
Face the Promise è il sedicesimo album in studio del cantautore rock statunitense Bob Seger, pubblicato come solista nel 2006.

## Tracce
Tutte le tracce sono di Bob Seger tranne Real Mean Bottle, scritta da Vince Gill.
1. Wreck This Heart – 3:53
2. Wait for Me – 3:42
3. Face the Promise – 3:18
4. No Matter Who You Are – 3:40
5. Are You – 3:35
6. Simplicity – 3:59
7. No More – 2:58
8. Real Mean Bottle (con Kid Rock) – 3:05
9. Won't Stop – 3:19
10. Between – 4:48
11. The Answer's in the Question (con Patty Loveless) – 3:41
12. The Long Goodbye – 3:07